# ウィーラー・オークマン
ウィーラー・オークマン（英語: Wheeler Oakman, 1890年2月21日 - 1949年3月19日）は、アメリカ合衆国の俳優。

## 出演作品
- 紐育の灯
- ベラ・ルゴシの猿の怪人
- 国境非常線
- テキサスの旋風
- 渦巻く都会
- グッドバイ・キッス
- 法の外
- スタンブールの処女